# Monacos Grand Prix 1970
Monacos Grand Prix 1970 var det tredje av 13 lopp ingående i formel 1-VM 1970. 

## Resultat
1. Jochen Rindt, Lotus-Ford, 9 poäng
2. Jack Brabham, Brabham-Ford, 6
3. Henri Pescarolo, Matra, 4
4. Denny Hulme, McLaren-Ford, 3
5. Graham Hill, R R C Walker (Lotus-Ford), 2
6. Pedro Rodríguez, BRM, 1
7. Ronnie Peterson, Antique Automobiles/Colin Crabbe Racing (March-Ford)
8. Jo Siffert, March-Ford (varv 76, bränslebrist)

### Förare som bröt loppet
- Chris Amon, March-Ford (varv 60, upphängning)
- Piers Courage, Williams (De Tomaso-Ford) (58, för få varv)
- Jackie Stewart, Tyrrell (March-Ford) (57, motor)
- Jackie Oliver, BRM (42, motor)
- Jean-Pierre Beltoise, Matra (21, differential)
- Bruce McLaren, McLaren-Ford (19, upphängning)
- John Surtees, McLaren-Ford (14, oljetryck)
- Jacky Ickx, Ferrari (11, bakaxel)

### Förare som ej kvalificerade sig
- Andrea de Adamich, McLaren-Alfa Romeo
- Rolf Stommelen, Auto Motor und Sport (Brabham-Ford)
- Johnny Servoz-Gavin, Tyrrell (March-Ford)
- George Eaton, BRM
- John Miles, Lotus-Ford